# Renfield (film)
A Renfield 2023-ban bemutatott amerikai horror-filmvígjáték, amelyet Chris McKay rendezett. A főbb szerepekben Nicholas Hoult, Awkwafina, Ben Schwartz, Adrian Martinez, Sohre Ágdáslu és Nicolas Cage látható.
Amerikában 2023. április 14-én, míg Magyarországon egy nappal korábban, április 13-án mutatták be a mozikban.

## Cselekmény
A 20. század elején az erdélyi vámpír, Drakula gróf találkozott R. M. Renfield angol ügyvéddel, aki egy földügyletet akart közvetíteni, de végül Drakula szolgája lett.
Renfield évtizedeken át természetfeletti erőkre támaszkodott, amelyeket bogarak evésével indított el. Drakula nemrég közel került néhány vámpírvadászhoz, akik majdnem megölték, ezért a duó New Orleansba költözik, hogy felépüljön. Renfield ott felfedez egy 12 lépéses önsegítő csoportot a társfüggő kapcsolatokban élők számára, és azt tervezi, hogy az ottani tömeget arra használja fel, hogy bántalmazó szeretőket vadásszon le, akiket megölhet, és Drakulának adhat, hogy bűntudat nélkül lakmározzon belőlük. Egy nárcisztikus barátját követi egy raktárba, ahol lopott kábítószer van, és miközben megver néhány alsóbbrendű bűnözőt, mindannyiukat megtámadja egy bérgyilkos, akit a Lobo bűncsalád bérel fel, és aki a drogot a városba hozza.
Renfield megöli a bérgyilkost, és megpróbálja levadászni a felbérlőjét, Teddy Lobót, de Teddy sietve elhajt, és a legyengült Renfield visszahúzza a holttesteket Drakula búvóhelyére, egy romos kórház pincéjébe. Lobo belefut egy józansági ellenőrzőpontba, amelyet Rebecca Quincy, egy második generációs rendőr vezet, aki meglátja a lehetőséget, hogy egy magas rangú bűnözőt távolítson el az utcákról, és letartóztatja Teddyt, miután az átrobog az ellenőrzőponton, és kokain téglákkal dobálja a rendőröket. A rendőrségen Teddy könnyedén megússza az őrizetet, mivel a szövetségiek együttműködnek a Lobókkal. Közben Quincy szembekerül a nővérével, Kate-tel.
Drakula közli Renfielddel, hogy az élelemként hozott bűnözők nem elegendőek, és a vámpír helyette egy tiszta és ártatlan ember vérére vágyik. Renfield egy étterembe megy, hogy közembereket raboljon el, miközben Quincy-t is odavezetik a tetthelyen talált nyomok. Kettejüket elfogják a Quincy életére törő támadók, hogy a Lobok ádáz hírnevét helyreállítsák. Renfield és Quincy megvédi magát, megölnek több bandatagot, és Teddy menekülésre kényszerül.
Teddy anyja, Bellafrancesca utasítja, hogy vadássza le a gyalogosai gyilkosát, és végül Drakulával találkozik, amikor Renfield távol van. Megállapodnak, hogy szövetséget kötnek, miközben Renfield megszívleli az önsegítő csoport tanításait, és elhatározza, hogy a mesterén kívül is megteremti az életét. Vallomást tesz a rendőrségen, hogy segítsen nekik abban, hogy végre megpróbálják megállítani a Lobo bűncsaládot. Drakula tudomást szerez Renfield árulásáról, és egykori kegyence szeme láttára lemészárolja a támogató csoport tagjait.
Quincy megjelenik, és Renfieldet holttestekkel körülvéve találja, ami miatt le akarja tartóztatni, mígnem azonnal ellepik a rendőrök és a Lobók a helyszínt, akik szintén bosszút akarnak állni Renfielden. Quincy nem hajlandó átadni őt, és épphogy megmenekül Renfielddel. Quincy másnap reggel arra ébred, hogy Renfield megmentette az életét, és elmagyarázza valódi származását, miközben megerősíti, hogy jó útra akar térni. Ketten átverekedik magukat egy csapat korrupt rendőrön, és úgy döntenek, hogy megrohamozzák a Lobok főhadiszállást, csakhogy rájönnek, hogy Drakula több mint féltucatnyi bandatagot ruházott fel Renfield összes természetfeletti képességével, köztük Teddyvel is. A harc után Renfield megöli Teddyt.
Quincy elindul, hogy megállítsa Drakulát, és rájön, hogy a húgát majdnem halálra verték, és csak Drakula vérének gyógyító tulajdonságai menthetik meg, amit Rebecca hűségéért cserébe felajánl. A lány becsapja Drakulát, aminek következtében végső összecsapást vív Renfielddel és Quincyvel, aminek az a vége, hogy a két fél együttműködik, és egy mágikus körben elfogják őt.
Renfield és Quincy darabokra verik Drakulát, rengeteg gyógyító vérét begyűjtik, és a holttestének darabjait betondarabokra osztják, amelyeket szétszórnak a vízrendszerben, így vagy végleg elpusztítják a vámpírt, vagy legalábbis nagyon megnehezítik számára, hogy újraformálja a testét. Renfield később feltámasztja önsegítő csoportos barátait és új életet kezd.

## Szereplők
| Szerep                     | Színész             | Magyar hang     | Leírás                                                                        |
| -------------------------- | ------------------- | --------------- | ----------------------------------------------------------------------------- |
| R. M. Renfield             | Nicholas Hoult      | Tasnádi Bence   | Drakula gróf régóta szenvedő szolgája és egykori ügyvéd.                      |
| Rebecca Quincy             | Awkwafina           | Gubik Petra     | A New Orleans-i rendőrség agresszív közlekedési zsaruja és Renfield szerelme. |
| Tedward "Teddy" Lobo       | Ben Schwartz        | Ágoston Péter   | A Lobo bűncsalád végrehajtója és Ella fia.                                    |
| Chris Marcos               | Adrian Martinez     | Hannus Zoltán   | Közlekedési rendőr és Quincy munkatársa.                                      |
| Bellafrancesca "Ella" Lobo | Sohre Ágdáslu       | Nyakó Júlia     | A Lobo bűnözői család matriarchája és Teddy anyja.                            |
| Drakula gróf               | Nicolas Cage        | Schnell Ádám    | Legendás erdélyi vámpír és Renfield rosszkedvű és önimádó főnöke.             |
| Mark                       | Brandon Scott Jones | Szatory Dávid   | Támogató csoport vezetője.                                                    |
| Carol                      | Jenna Kanell        | Mikecz Estilla  | Támogató csoport tagjai.                                                      |
| Caitlyn                    | Bess Rous           | Katona Kinga    | Támogató csoport tagjai.                                                      |
| J. Browning                | James Moses Black   | Papucsek Vilmos | Rendőrszázados.                                                               |
| Vanessa                    | Caroline Williams   | Kocsis Judit    |                                                                               |

### Magyar változat
- Magyar szöveg: Speier Dávid
- Felvevő hangmérnök: Középen Péter
- Vágó: Simkóné Varga Erzsébet
- Gyártásvezető: Hódos Edina
- Szinkronrendező: Dóczi Orsolya
- Produkciós vezető: Hagen Péter

A szinkront a Mafilm Audio Kft. készítette.

## A film készítése
2014 júliusában a Universal Pictures bejelentette, hogy a klasszikus horrorfilmek, köztük Drakula gróf karaktere is része lesz egy egységes közös univerzumnak, amelynek fejlesztését Alex Kurtzman és Chris Morgan fogja felügyelni. Az ismeretlen Drakula (2014) negatív fogadtatása után lekicsinyelték az egységes sorozathoz való kapcsolódását, és A múmia (2017) című filmet újra a sorozat első filmjeként pozicionálták. A múmia, amely kritikai és kereskedelmi kudarcot aratott, azt eredményezte, hogy a Universal úgy döntött, hogy az egyéni történetmesélésre helyezi a hangsúlyt, és eltávolodik a közös univerzum koncepciójától.
A Renfield Robert Kirkman eredeti ötletén alapul, a forgatókönyvet pedig Ryan Ridley írta. 2019 novemberében Dexter Fletchert szerződtette a Universal és a Skybound Entertainment a film rendezésére. A filmet úgy jellemezték, mint Drakula gróf történetének komikus megközelítését, Taika Waititi Hétköznapi vámpírok (2014) című vámpíros mockumentary-jéhez hasonlóan, amely Renfield karakterére összpontosít. 2020-ban Leigh Whannell A láthatatlan ember című filmje kereskedelmi és kritikai siker lett az Universal számára, és a szörnyuniverzum újraindítását szolgálta. 2021 áprilisában Chris McKay kezdett tárgyalásokat a rendezésről, miután Fletcher távozott, hogy Az Angyal rebootján dolgozzon a Paramount Pictures számára. McKayt azért alkalmazták, mert állítólag sikeres pályamunkát adott a történet humor és akció keverékének kombinálásával, „valami olyat, amiből a stúdió többet akart”.

### Forgatás
A forgatás 2022. február 3-án kezdődött New Orleansban. A forgatás 2022. április 14-én fejeződött be, pontosan egy évvel a film tervezett bemutatója előtt.